# Anwara
Anwara è un sottodistretto (upazila) del Bangladesh situato nel distretto di Chittagong, divisione di Chittagong. Si estende su una superficie di 164,13 km² e conta una popolazione di 219.446 abitanti (dato censimento 1991).